# Aigars Šķēle
Aigars Šķēle (Riga, 4 de dezembro de 1992) é um basquetebolista profissional letão que atualmente defende o Ventspils na LBL e Liga dos Campeões. O atleta possui 1,92m de estatura e pesa 88kg, atuando na posição ala. Defende a seleção letã desde 2015.